# Colonna Reggina
La Colonna Reggina (in latino Columna Rhegina, o Columna Regia in Plinio il Vecchio, in greco Στυλίς τῶν Ῥηγίνων?, Stÿlís tōn Rhēghínōn, (Colonna dei reggini o Colonna di Rhegion) in Strabone e Appiano) è la denominazione del sito a nord di Reggio Calabria in cui in epoca greco-romana si indicava il punto della costa continentale più vicino alla Sicilia, nonché un'importante stazione di sosta della via Popilia (Capua-Rhegium).
La collocazione esatta della colonna che segnalava il sito di traghettamento è dibattuta da lungo tempo, comunque gli storici sembrano d'accordo nell'indicare una torretta a forma di colonna, nota col nome di Columna Rhegina (Colonna Reggina appunto), come simbolo del sito.
Dai calcoli forniti da Plinio il Vecchio e da Strabone emerge che il tratto più breve dello Stretto anticamente si trovava tra Santa Trada e Cannitello e non come oggi tra Punta Pezzo e Cannitello, dunque provenendo da Nord bisognava raggiungere la spiaggia di Cannitello attraverso Santa Trada, immettendosi nella zona di Porticello, e tutto lascia indicare che il sito si trovasse proprio in Cannitello, frazione di Villa San Giovanni.

## Storia
Il nome del luogo trae le sue origini dalla colonna che reggeva una grande statua del dio Poseidone sulla sponda calabrese, in prossimità del Poseidonio (Ποσειδώνιον, Poseidonion), il tempio dedicato al dio del mare.

### L'ubicazione del sito
I dati principali sulla collocazione di questo sito ci vengono forniti principalmente da Strabone e Plinio il Vecchio.

Riporta Strabone circa il capo Caenys (capo Cenide) e la Colonna di Rhegion:
(Strabone, Geografia,  VI, 1.5)
Ed ancora, parlando della Sicilia:
(Strabone, Geografia,  VI, 2.1)
Ed infine cita il sito parlando di Messene (Messina):
(Strabone, Geografia,  VI, 2.3)

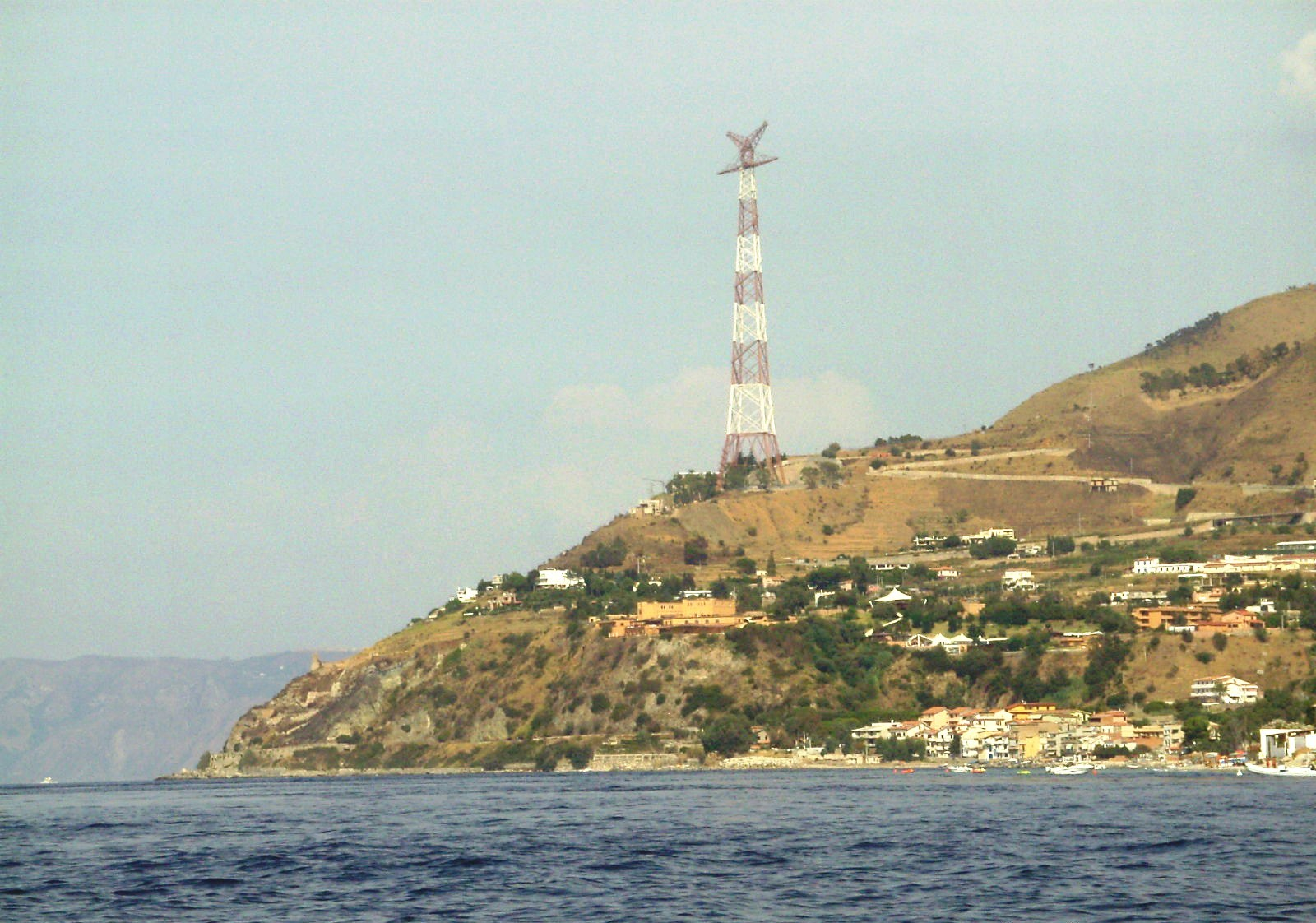
La zona di Porticello,
probabile collocazione della Colonna Reggina.

Quindi secondo quanto riportato da Strabone si evince che il capo Cenide fosse prossimo a Colonna Reggina (sei stadi, ovvero 1,104 km), ma distante da Reggio (100 stadi, ovvero 18,400 km circa), e, tenendo in considerazione che Strabone descriveva i luoghi seguendo la costa e che quindi le distanze indicate sono distanze marittime (infatti egli parla di braccio di mare fra Colonna Reggina ed il Cenide), la logica ubicazione di questi luoghi risulterebbe appunto fra Cannitello (frazione di Villa San Giovanni) e la contigua Santa Trada o Capo Cavallo
(presso Torre Cavallo). Solo la distanza che lo scrittore indica come il punto di minore ampiezza dello Stretto lascia qualche perplessità, poiché dice che è poco più di 6 stadi, quindi meno di 2 km, mentre oggi la distanza è più di 3 km: ciò potrebbe essere giustificato con un probabile inabissamento del capo Cenide (da cui si sarebbe formata l'attuale Punta Pezzo) e col progressivo moto di allontanamento della Sicilia dal continente. Ma la distanza indicata fra Messina e Rhegion è 60 stadi, poco più di 11 km, quindi corrispondente alla situazione attuale, e continua dicendo che la distanza fra Messina e Colonna Reggina è molto minore in confronto.
In più scrive Plinio il Vecchio:
(Plinio il Vecchio, Naturalis Historia, III, 73)
Rispetto al geografo greco, lo scrittore latino riporta il dato preciso sull'ampiezza dello Stretto di Messina al suo sbocco (12 stadi, ossia 2,208 km), comunque maggiore di quella che lascia intendere Strabone (poco più di 6 stadi), e da una distanza di poco minore da Colonna Reggina a Rhegium (94 stadi, 17,296 km, in luogo di 100 stadi, 18,400 km).
Anche Scilace di Carianda, navigatore greco del VI secolo a.C., ci informa sull'ampiezza dello Stretto nella sua opera geografica, il Periplo, dicendo che la Sicilia, all'altezza del Peloro, dista dal continente 12 stadi (Periplo dell'Europa, 13), parlando probabilmente di stadi attici; perciò, essendo uno stadio attico uguale a 177 metri, Scilace considera lo Stretto ampio circa 2,124 km, dato molto simile a quello fornito da Plinio il Vecchio sei secoli dopo.

### La statua e il tempio di Poseidone

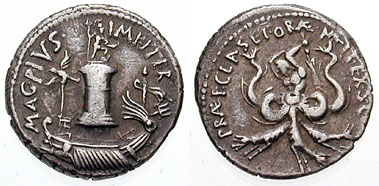
Una moneta di epoca romana con una raffigurazione del monumento eretto dai reggini.

La Colonna Reggina con la statua di Poseidone costituiva in epoca greca il vero e proprio simbolo dello Stretto, oggi quasi dimenticato; venne infatti riprodotto su alcune monete coniate in quel periodo. Una di queste è la serie di denari in argento sulla quale sono impresse la trireme di Sesto Pompeo e la colonna sormontata dalla statua di Nettuno/Poseidone sul dritto e Scilla combattente sul rovescio.
Nei pressi del Poseidonio (il tempio dedicato a Poseidone), la statua del dio del mare posta su un'alta torre a forma di colonna era dunque il monumento eretto dai reggini, noto per i simboli del fuoco (un faro) e dell'acqua (una fonte per il rifornimento delle navi).

### La guerra fra Ottaviano e Sesto Pompeo
Verso l'anno 36 a.C. (durante la guerra tra Ottaviano e Sesto Pompeo) il sito fu di appoggio ad Ottaviano, come narra lo storico greco Appiano nel V libro della sua Storia Romana.

Qui di seguito due passi di Appiano:
(Appiano di Alessandria, Storia Romana,  V, 357)
(Appiano di Alessandria, Storia Romana,  V, 427)
Da questi passaggi, tratti dalla descrizione degli scontri fra Ottaviano e Sesto Pompeo nelle acque dello Stretto, si evincono conferme sulla posizione di Colonna Reggina, prossima a Scilleo (l'odierna Scilla) e vicina al limite estremo dello Stretto, e la sua centralità nelle operazioni belliche, in quanto stazione di sosta e luogo di riparo per le legioni e Ottaviano stesso, come emerge anche dal brano seguente:
(Appiano di Alessandria, Storia Romana,  V, 469)
Ottaviano aveva riparato a Colonna Reggina dopo essere sbarcato, in seguito ad un naufragio, in difficili condizioni, presso un porto chiamato Abala:
(Appiano di Alessandria,Storia Romana,  V, 466)
Dal prosieguo del racconto apprendiamo che dei locali scesi dall'entroterra lo portarono, spossatissimo, su barche a remi, sino al campo di Messala, uno dei principali generali di Ottaviano. Di lì il futuro imperatore si recò presso Stylis, cioè Colonna Reggina.

Per quanto riguarda il sito denominato Abala, lo storico villese Luigi Nostro lo identifica coll'odierno borgo di Porticello, vicino Cannitello, adducendo a prova della sua teoria l'etimologia del nome greco Ἀβάλας, che deriverebbe dell'alfa privativo greco (α) più la radice del verbo βάλλω (bàllo) che significa propriamente lanciare, gettare, ma anche agitare.
Abàlas, secondo il Nostro, sarebbe dunque luogo privo di agitazione, quindi luogo riparato dalle tempeste, il che lo farebbe coincidere colla baia, riparata dai forti venti e dalle correnti dello Stretto, in cui è situato Porticello, nella quale peraltro venne ritrovato nel 1969 il relitto di una nave greca risalente al V secolo a.C., noto da allora come Relitto di Porticello, nel quale venne rinvenuta la celebre Testa del Filosofo. Ciò testimonierebbe che nell'età antica il luogo costituiva un approdo, o al limite un riparo, per barche e naviganti.

Altri storici locali ritengono che il porto di Abala corrisponda più verosimilmente al Portus Orestis, situato presso la marina dell'odierna Palmi, o a Bagnara Calabra.

### La stazione della Via Popilia
(Distanza del sito da Reggio indicata sul Cippo di Polla della Via Popilia)
In epoca imperiale la Colonna Reggina identificava soprattutto, lungo la Via Capua-Rhegium (o Via Popilia) che univa Reggio e Capua, il luogo designato al traghettamento dei soldati e del grano dalla Calabria alla Sicilia e viceversa (Ad Statuam o Ad Columnam).
Oltre la Colonna e dunque oltre la stazione designata al traghettamento, volendo proseguire per entrare a Reggio ci si portava a Campo Calabro e da qui alla Catona, chiamata come Cannitello "ad trajectum". Pare inoltre che presso l'attuale Torre Faro, estremità settentrionale dello Stretto nel versante siculo, esistesse un'altra colonna, detta Colonna del Peloro.

### Medioevo
Secondo una tradizione medioevale, pare che la Colonna Reggina abbia costituito il massimo limite meridionale dell'avanzata longobarda nel 583, infatti nella Historia Langobardorum si narra di un episodio con una doppia simbologia: arrivato nei pressi di Reggio, il re longobardo Autari toccò con una lancia una colonna immersa nell'acqua a pochi metri dalla riva, segnando i confini del regno Longobardo e confermando la fobia per l'acqua che ha percorso la storia di tale popolo.

## Gli studi di Luigi Nostro
Lo storico villese Luigi Nostro suppone che in epoca romana alla Colonna Reggina corrispondesse un centro abitato piuttosto grande e sviluppato, che egli definisce una vera e propria città, capace già nel 36 a.C. di poter ospitare un personaggio come Ottaviano, le sue legioni e la sua flotta, e di gestire i grandi traffici commerciali fra la Sicilia ed il continente. A testimonianza di ciò presenta numerosi reperti rinvenuti nell'area di Cannitello (riconducibili soprattutto al Poseidonio) e tracce di una necropoli presso Acciarello. L'abitato (almeno in origine) avrebbe fatto parte della cosiddetta χῶρα (chora) di Rhegion, cioè il territorio posto sin dall'età magno-greca sotto la giurisdizione della città.